# Unglück
Unglück (von mittelhochdeutsch gelücke als ‚Art, wie etwas schließt, ausgeht oder endet‘ bzw. ‚was gut ausläuft‘; vgl. englisch luck) bezeichnet sowohl einen anhaltenden emotionalen Zustand des Unglücklichseins, z. B. einen anhaltenden Gram, als auch etwas Unheil Bringendes, meist ein plötzlich hereinbrechendes, schlimmes Ereignis, und kann sich auf einen Unfall, eine Komplikation oder eine Katastrophe beziehen.

## Näheres

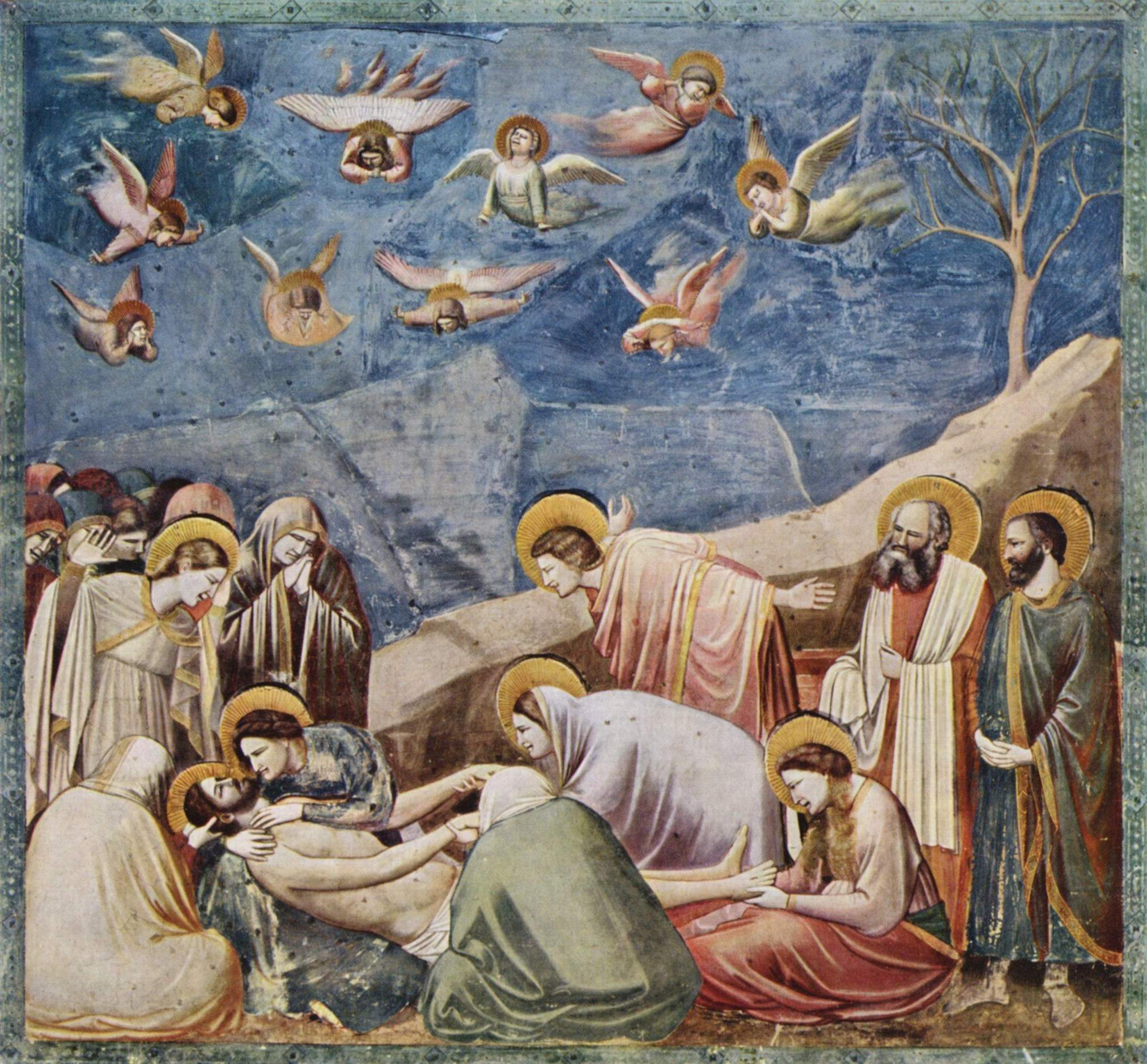
Formen des Unglücks auf einer Beweinung Christi von Giotto (entstanden 1304–1306)

Das Unglück ist die Folge eines konkreten Ereignisses (etwa einer Ehe oder eines Unglücksfalls) oder eines Zustands (etwa eines Siechtums) oder einer enttäuschten Erwartung. Hierauf beziehen sich die Bezeichnungen „dies Unglück hat ihm das Herz gebrochen“, „eine unglückliche Ehe“ oder „eine unglückliche Anlage“.
Die Gründe, warum sich jemand unglücklich fühlt, können sehr unterschiedlich sein und sind oft subjektiv. Auch die Äußerungsformen des Unglücklichseins unterscheiden sich stark.
Der Volksglaube kennt zahlreiche Vorzeichen (omina) eines Unglücks, Unglücksbringer, etwa, wenn einem eine schwarze Katze den Weg von rechts nach links kreuzt oder ein Spiegel zerbricht oder Unglück bringende Gaben. In manchen Gesellschaften wurden oder werden die Geburt einer Tochter oder eines Albinos als „Unglück“ angesehen.